# يودو الميثان
اليودوميثان بالإنجليزية (Iodomethane) أو الميثيل يود ويختصر عادة بالرمز “Mel” هو مركب كيميائي بالصيغة CH3I. وهو سائل كثيف وعديم اللون ومتطاير يتغير لونه إلى اللون البني عند تعرضه للضوء. من حيث التركيب الكيميائي، فهو مرتبط بالميثان عن طريق استبدال ذرة هيدروجين بذرة من اليود. ينبعث بشكل طبيعي من مزارع الأرز بكميات صغيرة. كما يتم إنتاجه بكميات هائلة تقدر بأكثر من 214000 طن سنويًا عن طريق الطحالب وعشب البحر في المحيطات المعتدلة في العالم، وبكميات أقل على الأرض عن طريق الفطريات الأرضية والبكتيريا. يتم استخدامه في التوليف العضوي كمصدر لمجموعات الميثيل.

## التحضير والتعامل
يتكون اليود ميثان من خلال التفاعل الطارد للحرارة الذي يحدث عند إضافة اليود إلى خليط من الميثانول مع الفوسفور الأحمر كاشف المعالجة باليود عبارة عن ثلاثي يوديد الفوسفور الذي يتكون في الموضع.:
3 CH3OH  +  PI3  →  3 CH3I  +  H2PO3H
بدلاً من ذلك، يتم تحضيره من تفاعل ثنائي ميثيل كبريتات مع يوديد البوتاسيوم في وجود كربونات الكالسيوم:
(CH3O)2SO2  +  KI  →  CH3I  +  CH3OSO2OK
يمكن أيضًا تحضير اليودوميثان (Iodomethane)عن طريق تفاعل الميثانول مع يوديد الهيدروجين المائي:
CH3OH + HI  →  CH3I + H2O
يمكن تقطير اليودو ميثان الناتج من خليط التفاعل.
اليودوميثان (Iodomethane) يمكن تحضيره أيضا عن طريق خلط اليودوفورم مع هيدروكسيد البوتاسيوم و ثنائي ميثيل سلفات تحت 95٪ من الإيثانولز

### التخزين والتنقية
مثل العديد من مركبات اليود العضوي ، يتم تخزين اليود ميثان عادة في زجاجات داكنة لمنع التحلل الناتج عن الضوء مما يعطي العينات المتحلله لون أرجواني. يمكن تثبيت العينات التجارية بواسطة الأسلاك النحاسية أو الفضية. يمكن تنقيته بالغسل بـ Na 2 S 2 O 3 لإزالة اليود متبوعًا بالتقطير.

### اليودوميثان الحيوي
يتم إنتاج معظم يوديد الميثيل بواسطة المثيلة الميكروبية من اليوديد. و تعد المحيطات هي المصدر الرئيسي ليوديد الميثيل ، ولكن حقول الأرز مهمة أيضًا.

## الامان
وفقًا لوزارة الزراعة الأمريكية ، يُظهر اليودوميثان سمية معتدلة إلى عالية الحادة للاستنشاق والابتلاع. و مراكز السيطرة على الأمراض والوقاية منها (CDC) حذرت من استنشاقه، وملامسته الجلد، وابتلاعه ، وملامسته العين كما حذرت من عدم التعرض الممكن المستهدف للعيون والجلد والجهاز التنفسي، و الجهاز العصبي المركزي . قد تشمل الأعراض تهيج العين ، والغثيان ، والقيء ، والدوخة ، والرنح ، والتلعثم في الكلام ، والتهاب الجلد. كما قد تشمل السمية الاضطرابات الأيضية والفشل الكلوي والتخثر الوريدي والشرياني واعتلال الدماغ مع النوبات والغيبوبة ، مع احتمال إصابات الدماغ.
وفي تقييمها لمخاطر اليودوميثان ، أجرت وكالة حماية البيئة الأمريكية بحثًا شاملاً في الأدبيات العلمية والطبية على مدار المائة عام الماضية عن حالات التسمم البشري المُبلَّغ عنها. نقلاً عن وكالة حماية البيئة كمصدر لها ، خلص قسم كاليفورنيا لتنظيم مبيدات الآفات إلى أنه «على مدار القرن الماضي ، تم الإبلاغ عن 11 حالة تسمم باليودوميثان فقط في الأدبيات المنشورة». (Hermouet، C. et al. 1996 & Appel، GB et al. 1975) «أدى البحث المحدث في الأدبيات في 30 مايو 2007 عن التسمم باليودوميثان إلى تقرير حالة إضافي واحد فقط.» (شوارتز إم دي وآخرون 2005). يستخدم اليودوميثان بشكل روتيني ومنتظم في العمليات الصناعية وكذلك في معظم أقسام الكيمياء بالجامعات والكليات للدراسة والتعلم المتعلق بمجموعة متنوعة من التفاعلات الكيميائية العضوية.

## السرطنة في الثدييات
يعتبر اليودوميثان من مسببات السرطان المهنية المحتملة من قبل المعهد الوطني الأمريكي للسلامة والصحة المهنية (NIOSH) وإدارة السلامة والصحة المهنية الأمريكية والمراكز الأمريكية لمكافحة الأمراض والوقاية منها. و صرحت الوكالة الدولية لبحوث السرطان بناء على الدراسات التي أجريت بعد يوديد الميثيل اقتراح 65 المدرجة ما يلي: "ميثيل يوديد غير مسرطنة للبشر " اعتبارًا من عام 2007 وكالة حماية البيئة صنفته على أنه "ليس من المرجح أن تكون مسرطنة للبشر في ظل غياب توازن هرمونات الغدة الدرقية"، أي أنها مادة مسرطنة بشرية ولكن فقط عند تناول جرعات كبيرة بما فيه الكفاية لتعطيل وظيفة الغدة الدرقية. ومع ذلك ، فإن هذه النتيجة محل خلاف من قبل Pesticide Action Network التي تنص على أن تصنيف EPA للسرطان خاطئ وانه بدو أنهم يعتمدون فقط على دراسة استنشاق الفئران الواحدة حيث 66٪ من الفئران و%65 من المجموعات ألاخرى التي ماتت قبل انتهاء الدراسة ". ويواصلون القول: "يبدو أن وكالة حماية البيئة ترفض الدراسات المبكرة التي تمت مراجعتها من قبل الأقران لصالح دراستين لم تتم مراجعتهما من قبل المسجل والتي أجريت من قبل المسجل والتي كانت معيبة في التصميم والتنفيذ." على الرغم من الطلبات التي قدمتها وكالة حماية البيئة الأمريكية إلى شبكة عمل مبيدات الآفات لتقديم دليل علمي على ادعاءاتهم ، إلا أنهم لم يفعلوا ذلك.